# Вольфсон, Зеэв
Зеев Вольфсон (Ze’ev Wolfson, первоначальное имя Владимир Бенционович Вольфсон; 1944, СССР — 2009, Израиль) — советский и израильский эколог и писатель. Автор книг и публикаций по вопросам экологической политики в СССР и на Западе, а также по процессам разоружения.

## Биография
Родился в городе Токмак в Киргизии, куда семья была эвакуирована из Крыма. Отец — профессор истории. Отец получил место в университете Кустаная, и семья переехала в Казахстан. Отец с 1958 преподаватель, с 1960 — доцент, зав. кафедрой истории в Кустанайском государственном педагогическом институте (до 1965 года). Вышел на пенсию в конце 80-х годов.
Окончил географический факультет МГУ и сценарный факультет ВГИКа. Работал как эколог, писал сценарии фильмов по географии и охране природы. В 1979 году — приз за первый в СССР полнометражный фильм по экологии «Круг жизни» (вместе с Л. Гуревичем и Л. Рымаренко).
Под псевдонимом Борис Комаров в 1978 году в Германии (из-во «Посев») была опубликована книга «Уничтожение природы» об экологических катастрофах в Советском Союзе. 2-е издание в 1981. С тех пор книга была переведена на 7 языков. В 1984 году Вольфсон получил премию Gambrinus (Италия) за лучшую книгу по экологии.
Собирал (1976—1978) информацию о разрушенных храмах и монастырях Москвы и Золотого Кольца, переправив её на Запад. В самиздате альбом выпущен в 1978 году и передан А. Солженицыну ко дню 60-летия. Альбом «Разрушенные и осквернённые храмы» вышел в Германии в из-да Посев (Possev-Verlag) в 1980 году.
1 мая 1981 года выехал из Москвы в Израиль. Доктор Иерусалимского университета.
С 1982 по 2004 годы работал в Иерусалимском университете, с 2005 — независимый исследователь, сотрудничавший с Центром «Ариэль» (Исследования формирования политики), а также с другими израильскими и международными институтами. Был главным редактором «Журнала по вопросам экологии и разоружения» («Environmental Policy Review», Mayrock Center, Hebrew University of Jerusalem).
В 1994 году вышла его книга «Geography of Survival, Ecology in the Post-Soviet Era» (M. E. Sharpe, Inc., New York — London).

## Семья
- Жена — Илона Трапидо, выпускница Биологического факультета МГУ[1].
  - Сын — Эрез (род. 1981)[1],
  - Сын — Ханнан[1].